# Buzkashi

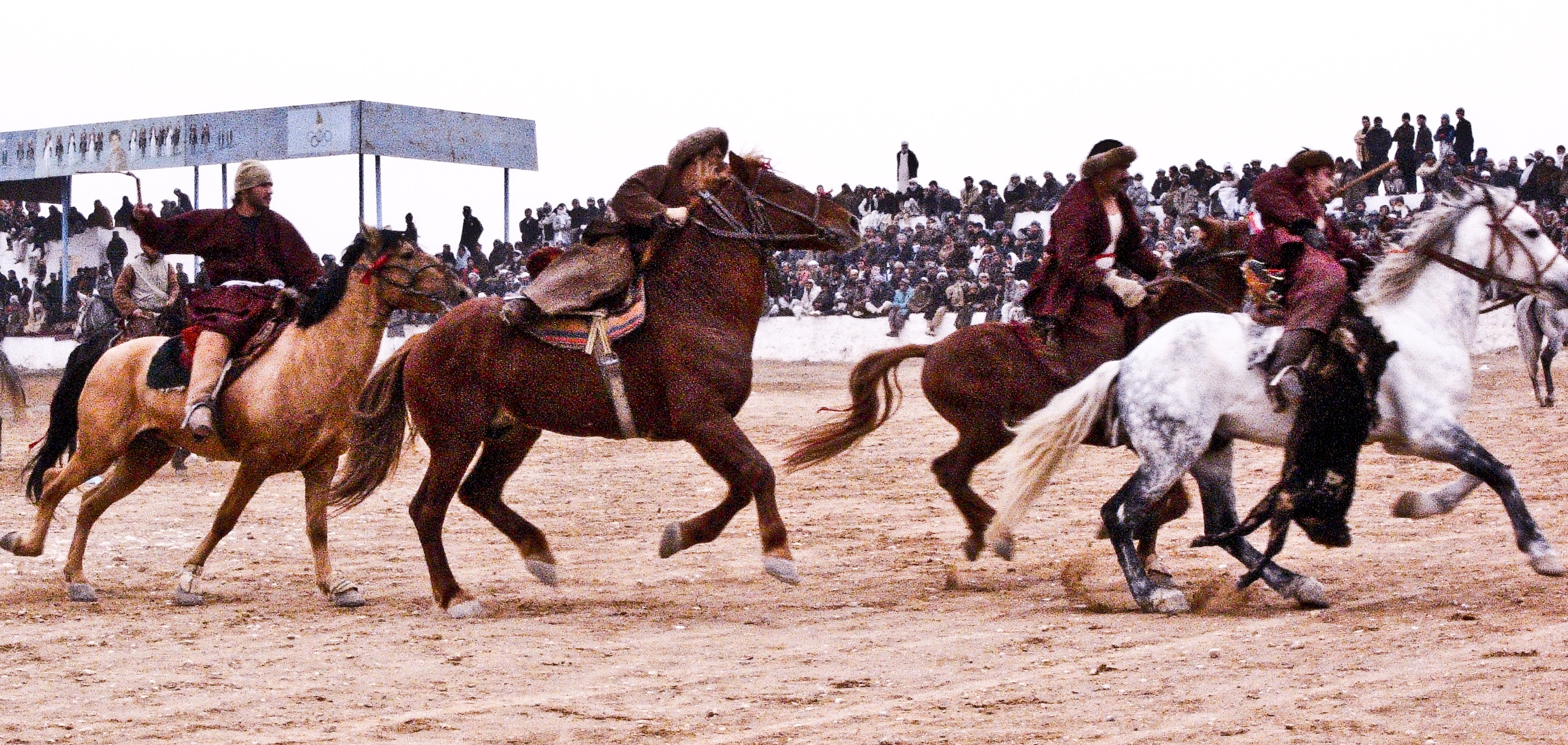
Buzkashi

Il buzkashi, noto anche come "kokpar" o “Kok Boru”, è uno sport equestre tradizionale dell'Asia centrale ed è lo sport nazionale dell'Afghanistan e del Kazakistan. È praticato anche nel Tagikistan, Kirghizistan e in misura minore negli Stati Uniti d'America, dove sarebbe stato esportato da un discendente della famiglia reale afghana nel 1940.

## Caratteristiche
Il nome significa letteralmente "acchiappa la capra", ed è praticato su un grande campo, la cui lunghezza può variare da circa 400 metri alle dimensioni di un campo da calcio, da due squadre di chapandoz (cavalieri); tradizionalmente il gioco veniva praticato come "tutti contro tutti", ma poi venne riformato con la suddivisione in due squadre. Lo scopo dello scontro è quello di impadronirsi della carcassa di una capra (boz) e di lanciarla oltre a un segno di demarcazione o in una area definita; il gioco è sostanzialmente violento, nel senso che non esistono particolari regole, o quantomeno non esistono regole scritte: è concesso, ad esempio, colpire il cavaliere avversario o il suo cavallo con il frustino, spingersi e strattonarsi reciprocamente. Sono frequenti gravi infortuni causati dagli urti e dalle cadute da cavallo.

## Storia
L'origine di questo gioco sembra risalire ai tempi della prima invasione dei Mongoli di Gengis Khan: si racconta che i prigionieri che venivano catturati in battaglia, venissero posti in mezzo ad uno spazio piuttosto vasto come oggetto di contenzioso da parte dei soldati; il cavaliere che riusciva ad afferrarlo dopo una sfrenata corsa a cavallo si aggiudicava il possesso del prigioniero. Un tempo l'oggetto della violenta contesa era la mandria del nemico. I talebani proibirono il buzkashi ritenendolo immorale, ma in seguito alla caduta del regime si è ripreso a praticarlo.

## Nella cultura di massa
Il buzkashi è presente in una scena del film Rambo III (sebbene non ne venga rivelato il nome), in cui l'ex soldato partecipa al gioco. È invece protagonista nel noto film Cavalieri selvaggi del 1970 di John Frankenheimer.